# Prospero fallax
Prospero fallax är en sparrisväxtart som först beskrevs av Adolph e Steinheil, och fick sitt nu gällande namn av Franz Speta. Prospero fallax ingår i släktet Prospero och familjen sparrisväxter. Inga underarter finns listade i Catalogue of Life.